# کیاوچی
کیاوچی (به ایتالیایی: Chiauci) یک کومونه در ایتالیا است که در استان ایسرنیا واقع شده‌است.

## خصوصیات
کیاوچی ۱۵٫۷ کیلومترمربع مساحت و ۲۷۳ نفر جمعیت دارد و ۸۷۹ متر بالاتر از سطح دریا واقع شده‌است.